# Themisto (Mond)
Themisto (auch Jupiter XVIII) ist einer der kleinsten bekannten Monde des Planeten Jupiter.

## Entdeckung
Themisto wurde erstmals am 30. September 1975 von den Astronomen Charles Kowal und Elizabeth Roemer entdeckt und erhielt zunächst die vorläufige Bezeichnung S/1975 J 1. Es konnten jedoch nicht genug Beobachtungen durchgeführt werden, um die Bahndaten exakt zu bestimmen, so dass der Himmelskörper zunächst wieder verloren ging.
Im Jahre 2000 entdeckten Scott S. Sheppard, David C. Jewitt, Yanga R. Fernández und Eugene (Gene) A. Magnier einen vermeintlich neuen Mond bei Jupiter, der die Bezeichnung S/2000 J 1 erhielt. Es stellte sich jedoch bald heraus, dass es sich um das bereits 1975 entdeckte Objekt handeln muss.
2002 wurde der Mond offiziell nach der Nereide Themisto, einer Geliebten des Zeus (lat. Jupiter) aus der griechischen Mythologie, benannt.

## Bahndaten
Themisto umkreist Jupiter auf einer exzentrischen Bahn in einem mittleren Abstand von 7.507.000 km in rund 130 Tagen. Die Bahn weist eine Exzentrizität von 0,2420 auf und ist mit 43,3° stark gegenüber der lokalen Laplace-Ebene geneigt.
Themistos Bahn ist ungewöhnlich, da sie sich zwischen den galileischen Monden und den Monden der Himalia-Gruppe bewegt.

## Physikalische Daten
Themisto hat einen mittleren Durchmesser von nur 8 km. Ihre Dichte wird auf 2,6 g/cm³ geschätzt, weshalb sie überwiegend aus silikatischem Gestein aufgebaut sein müsste. Ihre Oberfläche ist sehr dunkel. Die Albedo beträgt 0,04, d. h., nur 4 % des eingestrahlten Sonnenlichts werden reflektiert.
Mit einer scheinbaren Helligkeit von 21m ist sie äußerst lichtschwach.